# Nahuelito

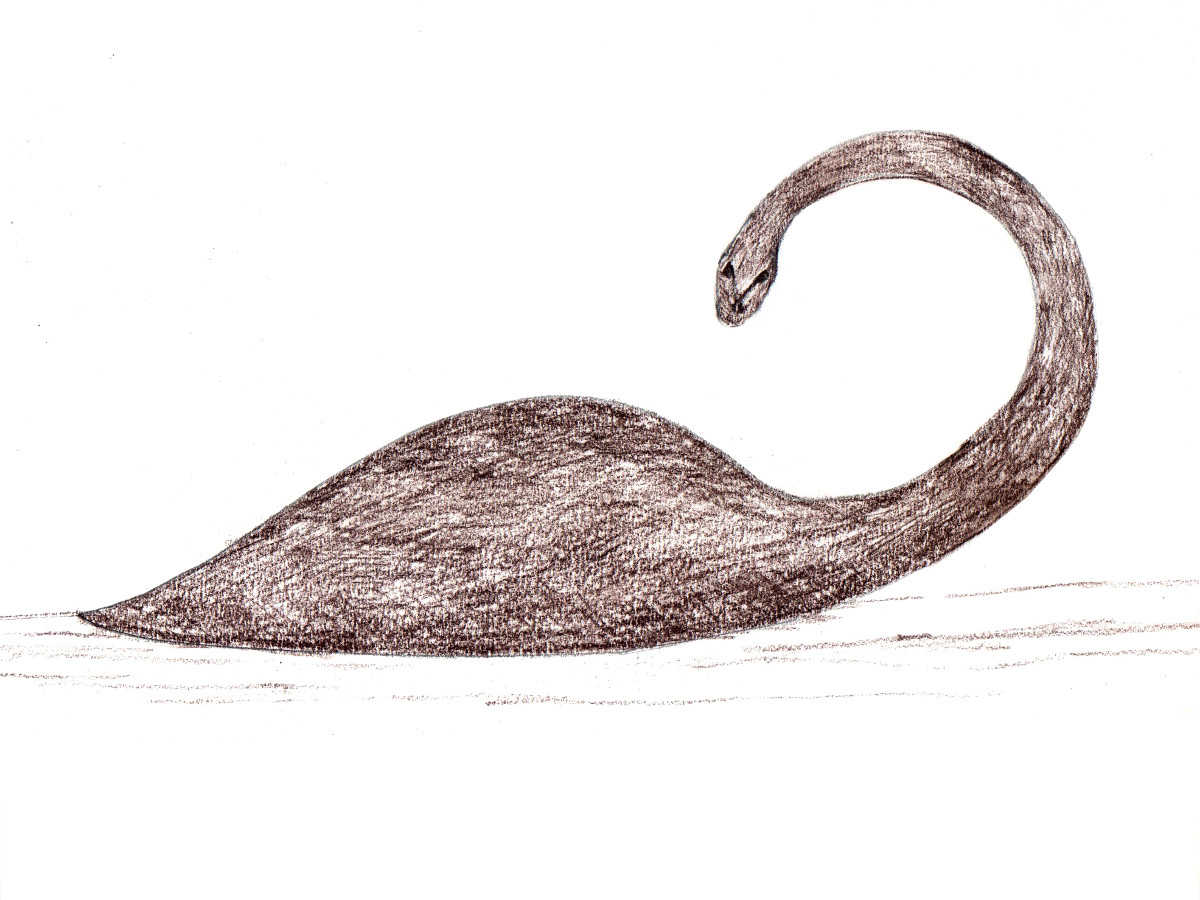
Interpretazione artistica del Nahuelito

Nahuelito è un presunto mostro lacustre che, secondo la credenza popolare, vivrebbe nelle acque del lago Nahuel Huapi, specchio d'acqua dolce di origine glaciale di 557 km² di superficie e 464 m di massima profondità nota, condiviso dalla Provincia di Neuquén e la Provincia di Río Negro, entrambe situate in Patagonia.
Come Nessie, la sua controparte scozzese, prende il nome dal lago che presumibilmente abita, anche se la sua esistenza non è mai stata confermata, nonostante le ricerche sistematiche e l'occasionale apparizione di fotografie e video di dubbia origine o fonti pubblicate nei media di comunicazione regionale.
La leggenda è ben nota nel paese ed è un riferimento nei classici libri ed articoli di criptozoologia.

## Descrizione

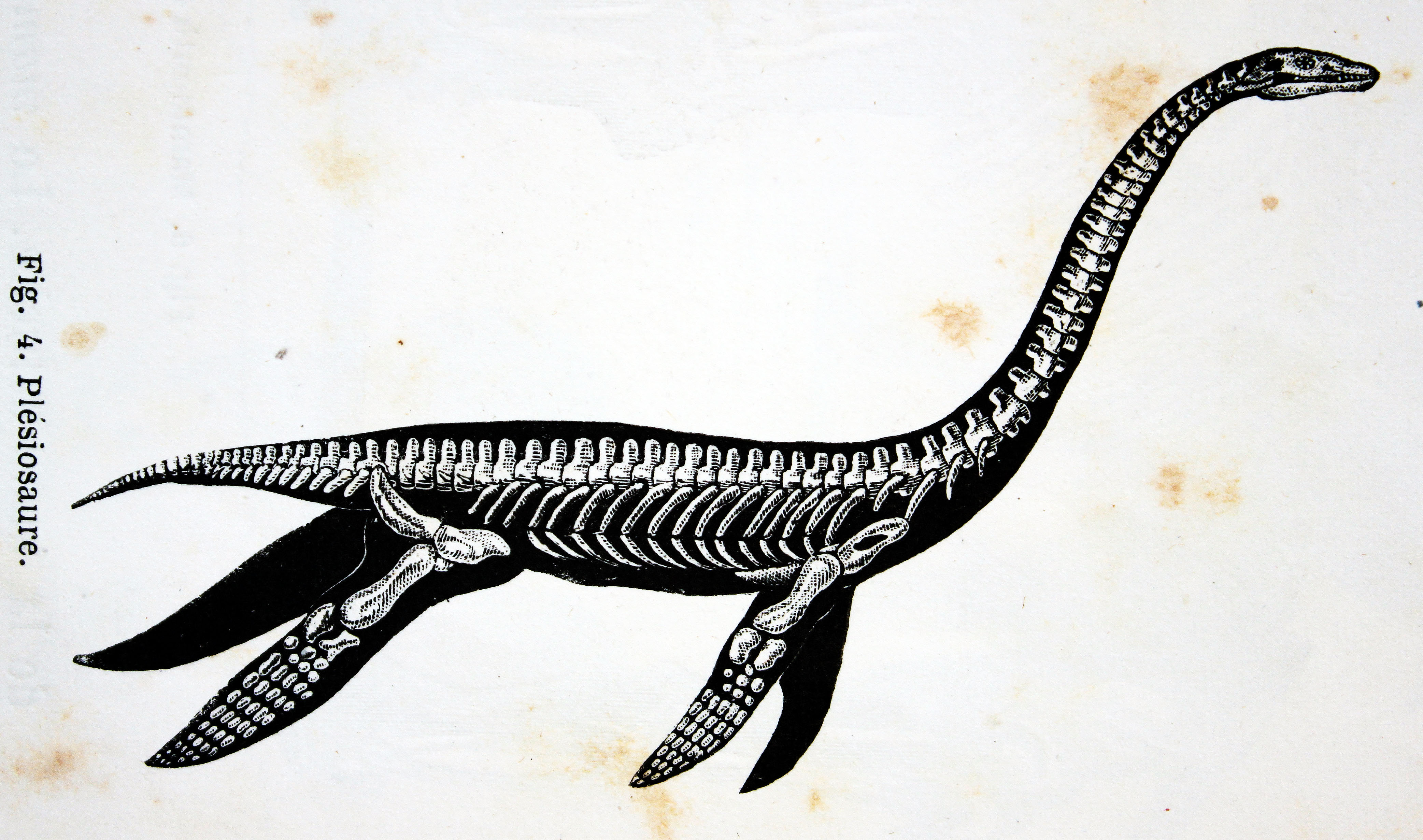
Plesiosauro

Si ritiene che Nahuelito sia una creatura acquatica che si ritiene abitasse il lago Nahuel Huapi, in Argentina. Secondo la testimonianza di persone che affermano di averlo visto, questo strano animale ha una lunghezza compresa tra i 10 e i 15 metri, due dossi, una testa molto piccola ed un collo lungo e curvo simile a quello di un cigno.
In altri racconti è stata menzionata una testa piccola e, molto occasionalmente, alcune pinne. Date tutte queste caratteristiche, la maggior parte delle teorie che cercano di spiegare l'esistenza di Nahuelito concordano sul fatto che Nahuelito potrebbe essere, come Nessie e Champ, un plesiosauro.

## Storia
Il termine nahuel, che dà il nome sia al Parco nazionale Nahuel Huapi che all'omonimo lago e alla presunta creatura, deriva dalla lingua mapuche nahuel, una lingua parlata dagli indigeni della zona e che significa giaguaro. Tuttavia, la parola è stata tradotta dai nuovi arrivati spagnoli nel Nuovo Mondo come «tigre», che ha confuso entrambi gli animali per le caratteristiche che hanno in comune.
Si ritiene che l'origine della leggenda risalga alle storie indigene precedenti alla scoperta dell'America. I primi esploratori appresero dai nativi del luogo leggende sugli incontri occasionali con mostri acquatici. In particolare gli indigeni parlavano di un mostro che terrorizzava chi entrasse in acqua, privo di braccia o zampe.
A partire dal 1897, il dottor Clemente Onelli, direttore dello zoo di Buenos Aires, iniziò a ricevere sporadiche notizie su una possibile strana creatura che abita i laghi della Patagonia.
Tra gli abitanti della regione di Nahuel Huapi, c'è una voce frequente sull'esistenza di un mostro che di solito chiamano el sueiro, di cui dicono che: «Esce dai laghi di notte, ha il corpo delle dimensioni di una mucca e lascia tracce come quelle di un'anatra gigante». Dicono anche che il presunto mostro è carnivoro e che si nutre molto spesso di mucche. Sebbene tali voci sembrino più un'elaborazione creola del mito Mapuche che si riferisce a El Cuero.
Garret, che lavorava in una compagnia vicino al lago Nahuel Huapi, sostenne di aver visto, a circa 400 metri dalla costa, una creatura la cui parte visibile misurava tra i 5 e i 7 metri di lunghezza e che sporgeva di circa 2 metri sopra il livello dell'acqua. In seguito, raccontando la sua storia alla popolazione locale, venne a sapere dell'esistenza di storie simili raccontate dagli aborigeni. L'avvistamento di Garret venne reso pubblico solamente nel 1922 quando lo raccontò al quotidiano Toronto Globe. La diffusione della notizia sulla stampa internazionale portò all'organizzazione della prima spedizione alla ricerca di Nahuelito.
Nel 1922 il Dr. Onelli ricevette la testimonianza di Martin Sheffield, un cercatore d'oro americano che affermava di aver trovato grandi impronte sulla riva del lago Nahuel Huapi e di aver visto un grosso animale sconosciuto al centro di esso. Convinto dal rapporto di Sheffield, Onelli decide di organizzare una spedizione di ricerca. La spedizione era guidata da José Chiagi, sovrintendente dello zoo, e vi parteciparono anche rinomati cacciatori armati di fucili per cacciare elefanti e dinamite per estrarre il lago.
La popolazione reagì negativamente alla partecipazione dei cacciatori e il Dottor Albarracín, Presidente dell'Associazione per la Protezione degli animali, chiese al Ministro degli Interni di revocare l'autorizzazione alla ricerca, poiché le leggi vietavano la caccia di animali esotici. Alla fine, il problema dell'autorizzazione fu risolto e la spedizione continuò, ma non portò a risultati positivi. La storia ebbe ripercussioni internazionali, arrivando ad essere commentata in pubblicazioni come la rivista Scientific American.
Nel 1960, si diceva che la marina militare dell'Argentina avesse inseguito un oggetto sottomarino non identificato nel lago per 18 giorni, senza essere in grado di identificarlo, che alcune persone riferivano a questa presunta creatura.
La crescita come destinazione turistica della città di Bariloche, situata sulle rive del Nahuel Huapi, aumentò i presunti avvistamenti occasionali, così come ciò che accade a Loch Ness; ma un record grafico conclusivo non è mai stato ottenuto.
Nel 1988 presunte foto di Nahuelito furono pubblicate su una rivista del quotidiano Río Negro. Queste furono scattate a breve distanza con una telecamera analogica, in cui l'oggetto si trovava vicino alla costa di Bariloche. Queste foto furono ricevuto dalla redazione del quotidiano dentro una lettera sulla quale il mittente anonimo aveva lasciato scritto "Non è un tronco di forme stravaganti. Non è un'onda. El Nahuelito ha mostrato la sua faccia."

## Ipotesi a favore della sua esistenza
Varie teorie sono state avanzate per spiegare il mito, ma finora nessuna ha ricevuto serie analisi per confermarle. Queste teorie sarebbero le seguenti:
- Animale preistorico: Secondo il suo aspetto (che è una sorprendente coincidenza con Nessie, il mostro simile che vive a Loch Ness), sorge questa ipotesi, la più popolare, secondo la quale Nahuelito sarebbe un plesiosauro sopravvissuto al tempo dei dinosauri. Altri sostengono la teoria di un ittiosauro, basata sull'abbondanza di fossili di questo animale trovato nella regione. Tuttavia, questa ipotesi sembrerebbe essere smentita dal fatto che i laghi della Patagonia si sono formati in un'epoca geologica dopo l'estinzione dei dinosauri. È stato anche suggerito che potrebbe essere un mylodon, un mammifero terrestre estinto qualche millennio fa, che sebbene potesse coincidere con alcune descrizioni, non aveva abitudini acquatiche.[1]
- Una mutazione: Una versione più moderna (e più fantastica) suggerisce che Nahuelito sarebbe frutto della strana mutazione di alcuni animali locali causata dagli esperimenti nucleari che sono stati condotti ininterrottamente per 60 anni.[1]
- Un sottomarino: L'ultima teoria ad essere stata formula è quella che attribuisce le apparizioni della creatura ad un piccolo sottomarino di origine sconosciuta, che molti interpretano come una moderna variazione culturale sul mito del mostro acquatico. Ma a sostegno di quest'ultima teoria non esiste nessuna prova.[1]

## Ipotesi contro la sua esistenza
Le storie indigene difficilmente possono essere citate come argomento, poiché i nativi avevano leggende sull'esistenza di mostri acquatici in praticamente tutti i laghi e i fiumi della Patagonia. L'antecedente diretto di Nahuelito sarebbe la leggenda di El Cuero, un mostro senza testa o gambe che si suppone vivesse anch'esso nel lago. Pertanto, l'essere di questa leggenda Mapuche non avrebbe davvero l'aspetto associato a Nahuelito.
Secondo molti i presunti avvistamenti del mostro corrisponderebbero in realtà all'avvistamento di tronchi alla deriva, di materia organica accumulata in uno stato di putrefazione, di bolle di gas che agitavano la superficie o persino di mammiferi terrestri che nuotano nel lago.
Tutte le osservazioni possono essere spiegate nello stesso modo che è stato fatto con il mostro di Loch Ness.